# Авдира
А́вдира (греч. Άβδηρα) — малый город в Греции, в 6 километрах к северу от руин древнего города Абдеры. Расположен на высоте 41 метр над уровнем моря, к востоку от устья реки Нестос, впадающей в Эгейское море. Входит в одноимённую общину (дим) в периферийной единице Ксанти в периферии Восточной Македонии и Фракии. Население 1090 жителей по переписи 2011 года.

## История
В 656 года до н. э. на мысе Булустра (Μπουλούστρα) был основан город Абдеры. В эллинистический период город начал приходить в упадок, был разрушен и покинут в правление Константина I Великого (306—337).
В византийский период существовал укреплённый город Полистилон (Πολύστυλον), впервые упоминаемый в 879 году.
В 1373 году Полистилон попал под власть османского султана Мурада I, город был разрушен и покинут.
Примерно в 1720 году была построена новая деревня Авдира в 6 километрах к северу от древнего города. Жители преимущественно выращивали табак и продолжают этим заниматься ныне.

## Местное сообщество Авдира
В местное сообщество Авдира входят шесть населённых пунктов. Население 1473 жителя по переписи 2011 года. Площадь 59,915 квадратного километра.
| Наименование   | Население (2011), человек |
| -------------- | ------------------------- |
| Авдира         | 1090                      |
| Гьона          | 129                       |
| Лефкипос       | 77                        |
| Детские лагеря | 0                         |
| Пезула         | 103                       |
| Скала          | 74                        |

## Население
| Год  | Население, человек |
| ---- | ------------------ |
| 1991 | 1132               |
| 2001 | 1210               |
| 2011 | ↘ 1090             |